# Dick Randolph
Richard L. "Dick" Randolph (ur. 1936 w Salmon w Idaho) – amerykański polityk, znany przede wszystkim jako pierwszy przedstawiciel Partii Libertariańskiej w amerykańskich legislaturach. Pierwszy raz został wybrany w 1978 do legislatury Alaski, swój sukces powtórzył w 1980. Z ramienia Partii Libertariańskiej startował także w 1982 na stanowisko gubernatora Alaski. Zdobył wtedy 14,9% głosów.
Swoją karierę polityczną zaczynał od Partii Republikańskiej, którą opuścił w 1974 w ramach protestu przeciwko linii politycznej jaką objęła partia.

## Życie Prywatne
Pracował jako nauczyciel. Aktualnie posiada firmę ubezpieczeniową, którą założył w 1964 w Fairbanks.
Wraz z żoną Lydią ma dwójkę dzieci.